# 녹색성장과 글로벌 목표 2030을 위한 연대
녹색성장과 글로벌 목표 2030을 위한 연대(Partnering for Green Growth and Global Goals 2030, P4G)는 2015년 채택된 파리협정에 따라 2030년까지 온실가스 감축목표 달성을 위해 개최되는 환경 분야 정상회의이다.

## 상세

### 출범 배경
글로벌 녹색성장 포럼(Global Green Growth Forum, 3GF)가 2011년 출범하여 덴마크 코펜하겐에 사무국을 두고 있었으나, 덴마크가 동 포럼의 논의 범위를 녹색성장에서 파리협정 및 지속가능발전목표 이행까지 확대하고, 참여 대상도 대륙별 중견국가로 넓히면서 지금의 P4G 이니셔티브를 출범시켰다.

### 회원국
2019년 9월 기준 총 12개의 대륙별 중견국들이 회원국으로 참여하고 있다.
- 아시아 : 대한민국, 베트남, 방글라데시, 인도네시아
- 미주 :  콜롬비아, 멕시코, 칠레
- 유럽 : 덴마크, 네덜란드
- 아프리카 : 에티오피아, 케냐, 남아프리카공화국

### 중점 분야
P4G는 총 5개의 중점 분야를 선정, 중점분야 관련 사업을 발굴하고 지원하는 활동을 한다
- 식량 및 농업 (SDG 2: Food Security and Sustainable Agriculture)
- 물 (SDG 6: Clean Water and Sanitation)
- 에너지 (SDG 7: Affordable and Clean Energy for All)
- 도시 (SDG 11: Sustainable Cities and Communities)
- 순환경제 (SDG 12: Responsible Consumption and Production)

### 조직 및 활동
이사회와 사무국을 운영하면서 △회원국 내 플랫폼 구축 △정상회의 개최 △파트너쉽 구축과 확대를 주 활동으로 한다. 그 중에서도 가장 주를 이루는 활동인 P4G 파트너십 사업에 대해서는 아래 상술한다.

## 정상회의
P4G 회원국들은 2년에 한 번씩 정상 회의를 개최한다. 1차 정상 회의는 2018년 덴마크에서 개최. 2차 정상 회의는 2021년 한국에서 개최되었다.

### 제1차 P4G 정상회의
2018년 10월 덴마크의 코펜하겐에서 개최된 제1차 P4G 정상 회의에는 우리 정상과 덴마크 총리를 비롯하여 네덜란드·베트남 총리, 에티오피아 대통령 등 약 600여명이 참석하였다.
문재인 대통령은 제1차 P4G 정상회의에서 기조연설을 통해, 포용성 증진에 기여하는 현 정부의 녹색성장 정책 진전 의지를 표명하였다.

### 제2차 P4G 정상회의
제2차 P4G 정상 회의는 2021년 5월 30일부터 31일까지 서울에서 개최되었으며, 기본 5개 분야(△식량 및 농업 △물 △에너지 △도시 △순환경제)에 더해 △미세먼지 대응 △스마트시티 △청년과 여성의 참여 등 우리 관심분야에 대한 특별 세션 추진을 검토 중이다. 또한 정부 부처 중심의 행사를 넘어서서 공공기관, 기업, NGO, 학계와 같은 여러 이해관계자들은 물론 일반인들이 참여할 수 있는 대규모 포럼 형식으로 진행하였다.

## P4G 파트너십 사업
P4G는 민관협력사업을 통한 기후변화 대응과 지속가능발전목표의 달성을 추구하기 때문에, 우리가 P4G 활동 중 가장 주목해야 하는 것은 무엇보다도 P4G 파트너십 사업이다. P4G는 2019년 기준 약 680만불의 자금을 P4G 파트너쉽 촉진 펀드로 활용하고 있는데, 선정 절차를 거쳐 최종 자금지원 사업으로 선정되면 사업 추진을 위한 비용을 지원받을 수 있다. 5개 분야에서 매년 총 20여개의 사업이 선정되며 2019년 P4G 파트너십 공모에서는 한국 기관·기업이 참여한 사업이 2개 선정되었다. 파트너십 선정은 스타트업 사업과 스케일업 사업 두 종류로 나뉘어서 진행되며 사업 선정 절차는 아래와 같다.
- 사업 접수→사업 검토 및 선정→최종 사업제안서 제출→자금지원 사업 최종 확정

### 파트너십 사업 사례
- 음식물 쓰레기 20% 줄이기 (네슬레, 하이네켄)
- 메콩강 유역 IoT 기술 물 관리 시스템을 통한 수재해 방지 사업 (한국 녹색기술센터)
- 솔라카우 프로젝트: 아프리카 지역 학교 태양광 배터리 충전 설비 설치를 통한 교육·에너지 솔루션 제공 (한국 YOLK)
- 매연 없는 청정버스 판매 공개 파트너십 (볼보, 리마)
- 플라스틱 퇴출 파트너십 (GM)